# Alexander von Dusch (homme politique, 1789)
Alexandre von Dusch (né le 27 janvier 1789 à Neustadt an der Haardt et mort le 27 octobre 1876 à Heidelberg) est un avocat et diplomate badois.

## Origine et famille
La famille von Dusch joue un rôle très important dans l'histoire de Bade. Le père d'Alexandre, Carl Franz Hyazinth (anobli depuis 1790 : von) Dusch est conseiller à la cour auprès de l'électorat palatin et membre du conseil de chambre, puis conseiller privé de Bade. Sa mère est Maria Joséphine (née Collini), une sœur de Cosimo Alessandro Collini. Il épouse lui-même Maria Anna baronne von Weiler en 1817. Leur fils Ferdinand von Dusch (1819-1889) est un diplomate de Bade et le père du futur chef du gouvernement de Bade, Alexander von Dusch (1851-1923). Les fils cadets gagnent également en influence : le fils Gottfried von Dusch (de) (1821-1891) est ministre du Commerce de Bade dans le gouvernement de Julius Jolly (de) et son fils Theodor von Dusch (de) (1824-1890) est connu comme docteur en pédiatrie.

## Biographie
Depuis 1805, Alexander von Dusch étudie les mathématiques, la physique et les langues modernes à Paris, dans la maison de son oncle Cosimo Alessandro Collini, qui est chargé d'affaires de Bade. De 1807 à 1810, il étudie le droit à l'université de Heidelberg. C'est là qu'il rejoint le Corps Hannovera Heidelberg (de), mais aussi l'Association Harmonieuse autour du compositeur Carl Maria von Weber, pour qui il publie sous le pseudonyme « Unknown Man ». En 1810, il entame une carrière d'avocat stagiaire à Mannheim, depuis 1813 à Mosbach, avant d'être nommé assesseur d'arrondissement à Villingen un an plus tard. En 1815, il devient secrétaire au ministère des Finances de Bade.
En 1819, il passe au ministère des Affaires étrangères en tant que conseiller de la légation et en 1825, il participe à la rédaction d'un traité douanier et commercial avec la Suisse. La même année, il devient chargé d'affaires et ministériel de Bade en résidence à Berne. En 1834, il participe à la Conférence ministérielle de Vienne (dans le cadre de la Confédération germanique). Un an plus tard, tout en conservant son poste en Suisse, il devient ambassadeur de Bade (de) à Munich. De 1838 à 1842, von Dusch est ministre du Bundestag à Francfort-sur-le-Main et, en 1840, il est également ambassadeur extraordinaire de Bade à la cour du roi belge Léopold Ier.
Shower prend la direction du ministère des Affaires étrangères en 1843 et se montre à ce poste un représentant des principes libéraux et nationaux. Les soulèvements de mai 1849 le font démissionner ainsi que ses collègues, mais au début de 1850, il est élu par la ville de Heidelberg à la seconde chambre de l'assemblée des états du Grand-duché de Bade et par celle-ci à l'assemblée des États du Parlement de l'Union d'Erfurt. En 1851, Dusch abandonne la quasi-totalité de ses fonctions pour des raisons de santé et prend sa retraite. Il s'installe à Heidelberg et se consacre uniquement à ses penchants littéraires et artistiques. Entre autres choses, Dusch travaille avec Joseph Eiselein (de) sur « l'Atlas historique » de Joseph de Las Cases. Cependant, il reste connecté au mouvement national-libéral et est membre de l'Association nationale allemande dans les années 1860.
À l'âge de 87 ans, Alexander von Dusch décède le 27 octobre 1876 à Heidelberg. Sa tombe familiale se trouve dans le cimetière de montagne de Heidelberg. Dans le pignon de la tombe, il y a une étoile à sept branches. L'inscription gravée dit que lui et sa femme Anna sont l'une des personnes les plus heureuses jusqu'au jour de sa mort en 1858.

## Honneurs
- En 1836, Alexander von Dusch reçoit la croix de commandeur de l'Ordre de la Couronne de Wurtemberg.
- En 1840, von Dusch reçoit la Grand-Croix de l'Ordre du Lion de Zaeringen.
- En 1846, Alexander von Dusch est élu membre honoraire de l'Académie bavaroise des sciences à Munich.

## Œuvres (sélection)
- Zur Pathologie der Revolutionen (1852).
- Das Reich Gottes und Staat und Kirche (1854).